# Marthe Le Bouteiller
Pour les articles homonymes, voir Marthe et Bouteiller (homonymie).
Marthe le Bouteiller (Percy, 2 décembre 1816 - abbaye de Saint-Sauveur-le-Vicomte, 18 mars 1883) est une sœur de Sainte Marie-Madeleine Postel qui est reconnue bienheureuse par l'Église catholique.

## Biographie
Issue d'une famille rurale pauvre, elle est baptisée sous le nom de Aimée-Adèle, elle perd son père alors qu'elle avait 11 ans. Elle va un peu à l'école, mais consacre surtout du temps à aider sa mère. Elle songe à embrasser la vie religieuse, et à l'âge de 25 ans, elle rejoint la communauté des sœurs des Écoles chrétiennes de la Miséricorde fondée par sainte Marie-Madeleine Postel à Saint-Sauveur-le-Vicomte.
Le 14 septembre 1842 elle prend l'habit de novice et prend comme nom en religion Marthe. Là, elle effectua toutes les tâches ancillaires qui lui étaient demandées, la ferme, le jardin, la cuisine où elle était réputée pour faire un excellent cidre.
Elle devint l'économe de confiance de mère Marie-Madeleine Postel, et aida sœur Placide Viel qui lui confiait souvent des affaires délicates à régler concernant la vie matérielle de la communauté. Elle « vécut toujours recueillie, libre dans sa tête et dans son cœur pour aimer son Seigneur ».
Elle meurt après 40 ans de vie religieuse au service de ses sœurs.

## Reliques
Les reliques des trois saintes de la communauté sont conservées dans le transept nord de l'église abbatiale. Là se trouve une peinture représentant trois arbres symbolisant chacune d'entre elles :
- mère Marie-Madeleine Postel : un chêne, dont elle avait la force morale, la solidité, la robustesse ;
- mère Placide Viel : un tilleul, dont elle avait la douceur ;
- sœur Marthe : un pommier, pas différent de tous les autres pommiers, mais débordant de fruits.

## Stèle - Béatification - fête
Une stèle a été édifiée en 1937, bénie par le chanoine Canuet, à Percy, son village natal, au lieu-dit La Henrière.
Béatifiée le 4 novembre 1990 par le pape Jean-Paul II, sa fête est le 4 novembre. Une plaque a été apposée, après cette béatification, sur la stèle.
Sœur Marthe, une véritable Sœur de la Miséricorde faisait rayonner l'amour de Dieu autour d'elle. La très grande simplicité de sa vie n'empêchaient pas les autres sœurs de reconnaître sa véritable autorité spirituelle, a déclaré Jean-Paul II, le jour de sa béatification.

## Sources
- L'Osservatore Romano, 1990, no 45
- La Documentation catholique, 1990, p. 1091
- L. Canuet, Une fille de sainte Marie-Madeleine Postel et de la vénérée Mère Placide : Sœur Marthe (1816-1883), Coutances, Impr. Notre-Dame, 1931, 137 p.